# Anagrafeu
Anagrafeu (em grego: ἀναγραφεύς; romaniz.: ànagrapheús) foi um oficial fiscal bizantino nos séculos IX-XII. Não consta nas listas de ofícios (taktika), mas é atestado em selos e títulos monásticos, com a primeira ocorrência ca. 750-850, e a última menção segura em 1189. Franz Dölger sugeriu que continuou a existir até 1204, quando foi substituído pelo apografeu. Era responsável pela revisão do cadastro de terras. Cada anagrafeu era designado a um tema. Segundo o Oxford Dictionary of Byzantium, as suas "funções em pouco se distinguiam das do epópta".